# Флотский экипаж

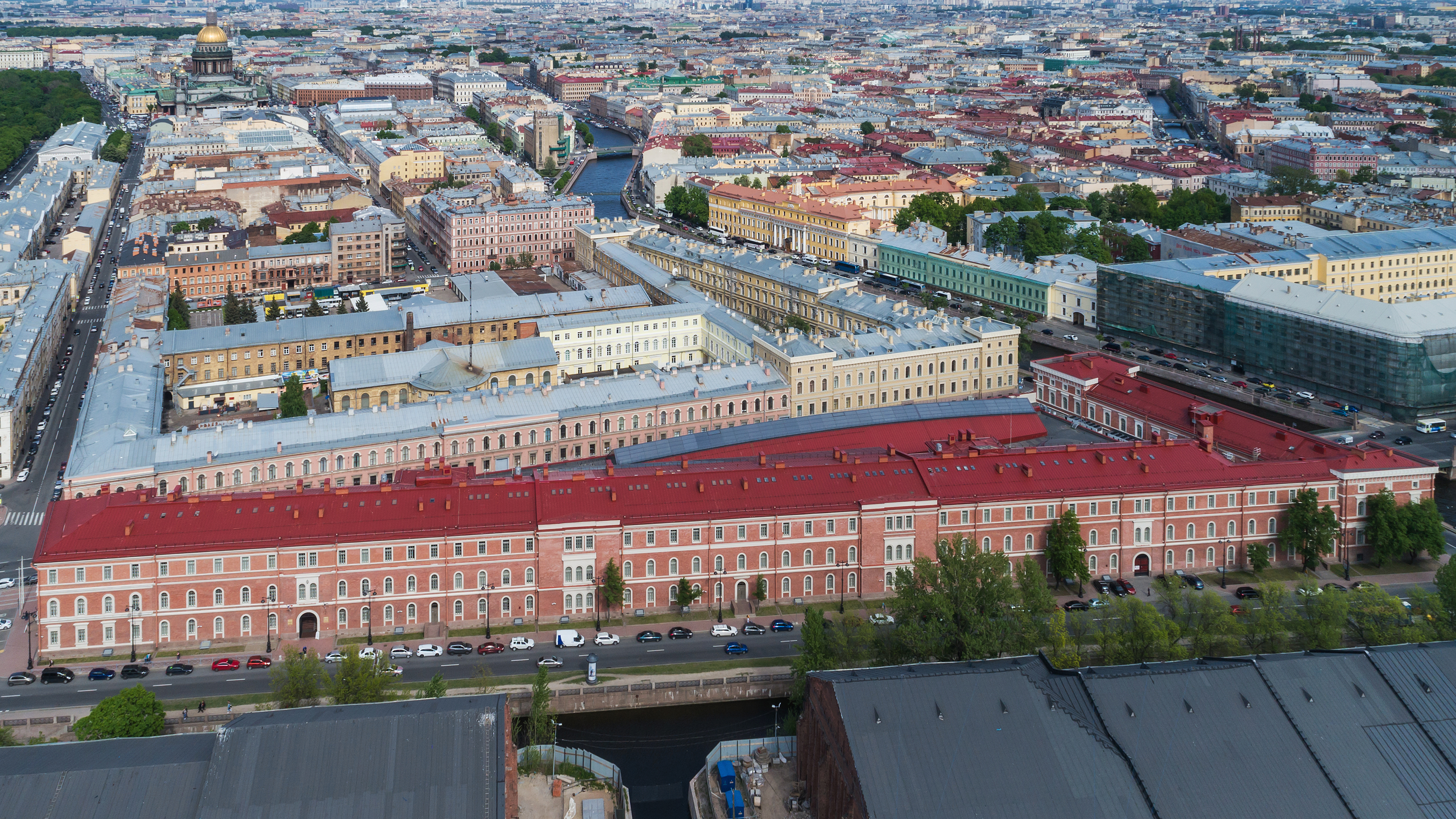
Крюковы (Морские) казармы

Флотский экипаж, Экипаж флотский — береговая строевая, административная и хозяйственная единица, в которую входят все офицерские и низшие чины, необходимые для укомплектования судов военного флота, базовая часть в организации Военно-Морского флота Российской империи.
В Имперском флоте России экипаж входил в состав бригады и приравнивался к полку сухопутных сил. В словаре В. И. Даля экипаж определяется как отдельная команда в 1 000 человек, как полное число матросов для стопушечного (трёхпалубного) корабля. В Вооружённых силах матросы делились на экипажи, а солдаты — на полки. В Советском флоте: береговая воинская часть, входящая в состав флота, отдельной флотилии или военно-морской базы. Предназначен для приёма, размещения и обслуживания прибывающего пополнения, воинских команд и отдельных военнослужащих.

## 1810—1816
Деление на экипажи четырёхротного состава было впервые введено в русском флоте в 1810 году, одновременно из экипажей были отчислены морские солдаты, обязанности которых были возложены на матросов. На Балтийском флоте предполагалось создать 52 корабельных и 8 гребных экипажей, на Черноморском — 31 корабельный и 4 гребных, в Каспийской флотилии — 3 корабельных, однако в соответствии с реальным количеством личного состава были образованы лишь 82 из 98 экипажей.
Нумерация корабельных и гребных экипажей была раздельной. Номера с 1-го по 52-й были присвоены балтийским корабельным экипажам, с 53-го по 83-й — черноморским, а с 83-го по 86-й — каспийским. Гребным экипажам на Балтике были присвоены номера 1—8, на Чёрном море — 9—12.
Одновременно морская артиллерия была разделена на бригады шестиротного состава (6 на Балтике, 4 на Чёрном море и 1 на Каспии). Также на экипажи были разделены ластовые, мастеровые (рабочие) и комиссариатские команды.

## 1816—1917
В 1816 году разделение на корабельные и гребные экипажи было упразднено, и были сформированы общие флотские экипажи. На Балтийском флоте экипажи носили номера с 1-го по 27-й включительно. На Черноморском флоте — с 28-го по 44-й включительно. Отдельно существовали Гвардейский, Каспийский, Сибирский, Квантунский экипажи, Ревельский полуэкипаж, Свеаборгская флотская рота. Каждому из экипажей присваивалось знамя, в 1832 году морским частям было Высочайше повелено вместо знамени употреблять кормовой Андреевский флаг, привязанный к древку (знамённый флаг), кроме Гвардейского. В походе, если кораблем командовал командир экипажа, знамённые флаги находились при нём на корабле и помещались в кормовой каюте. За Севастопольскую оборону 29-му — 45-му флотским экипажам пожалованы Георгиевские знамённые флаги с надписью «за оборону Севастополя, с 13 сент. 1854 г. по 27 авг. 1855 г.» в 1856 году.

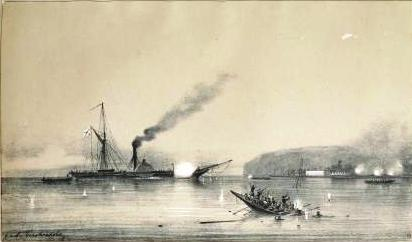
Пароход «Колхида» напротив поста Святого Николая 20 октября 1853 года (с рисунка Алексея Петровича Боголюбова, «Русский художественный листок», № 8 за 1854 год).

Экипаж делился на роты, нёс службу на нескольких кораблях, состоящих в данном экипаже, и состоял из одного капитана 1-го ранга, одного капитана 2-го ранга, 4 капитан-лейтенантов, 12 лейтенантов, 12 мичманов, 80 боцманов, боцманматов и квартирмейстеров, 25 барабанщиков и горнистов и 1 000 матросов. Также была 5-я рота, в которой числились 100 нестроевых: денщики, доктора, мастеровые. Тем не менее численный состав варьировался и зависел также от числа и вида кораблей, которые состояли в экипаже. В состав каждого экипажа старались ввести как минимум одно судно I ранга, а остальные равномерно распределить между всеми экипажами. Например, накануне Крымской войны 30-й экипаж служил на корабле «Ягудиил», фрегате «Кагул», шхуне «Гонец», пароходах «Еникале» и «Колхида» и транспорте «Прут». На кораблях служили также морские артиллеристы, навигаторы и инженеры (офицерский состав) и матросы из рабочих экипажей. Командовал экипажем старший из командиров судов I ранга данного экипажа.
Численность разных рот одного и того же экипажа была разной, так как команды кораблей на берегу не разбивали. Команды от 100 до 200 человек образовывали роту, свыше 200 — делили на 2 или 4 роты (всегда чётное число), а команды менее 100 человек объединяли по несколько в одну роту.
После русско-японской войны система разделения на экипажи изменилась: экипаж был преобразован в хозяйственное депо, при этом устройстве командир экипажа уже не мог командовать кораблем. После Октябрьской революции система экипажей была упразднена.

### ВМФ СССР
В Военно-Морском Флоте СССР Экипаж флотский — береговая воинская часть, входящая в состав флота, отдельной флотилии или военно-морской базы. Предназначен для приёма, размещения и обслуживания прибывающего пополнения, воинских команд и отдельных военнослужащих. В другом источнике указано, что Экипаж флотский — береговое учреждение, осуществляющее первоначальную военно-морскую подготовку призываемых во флот.

## Адрес в Санкт-Петербурге

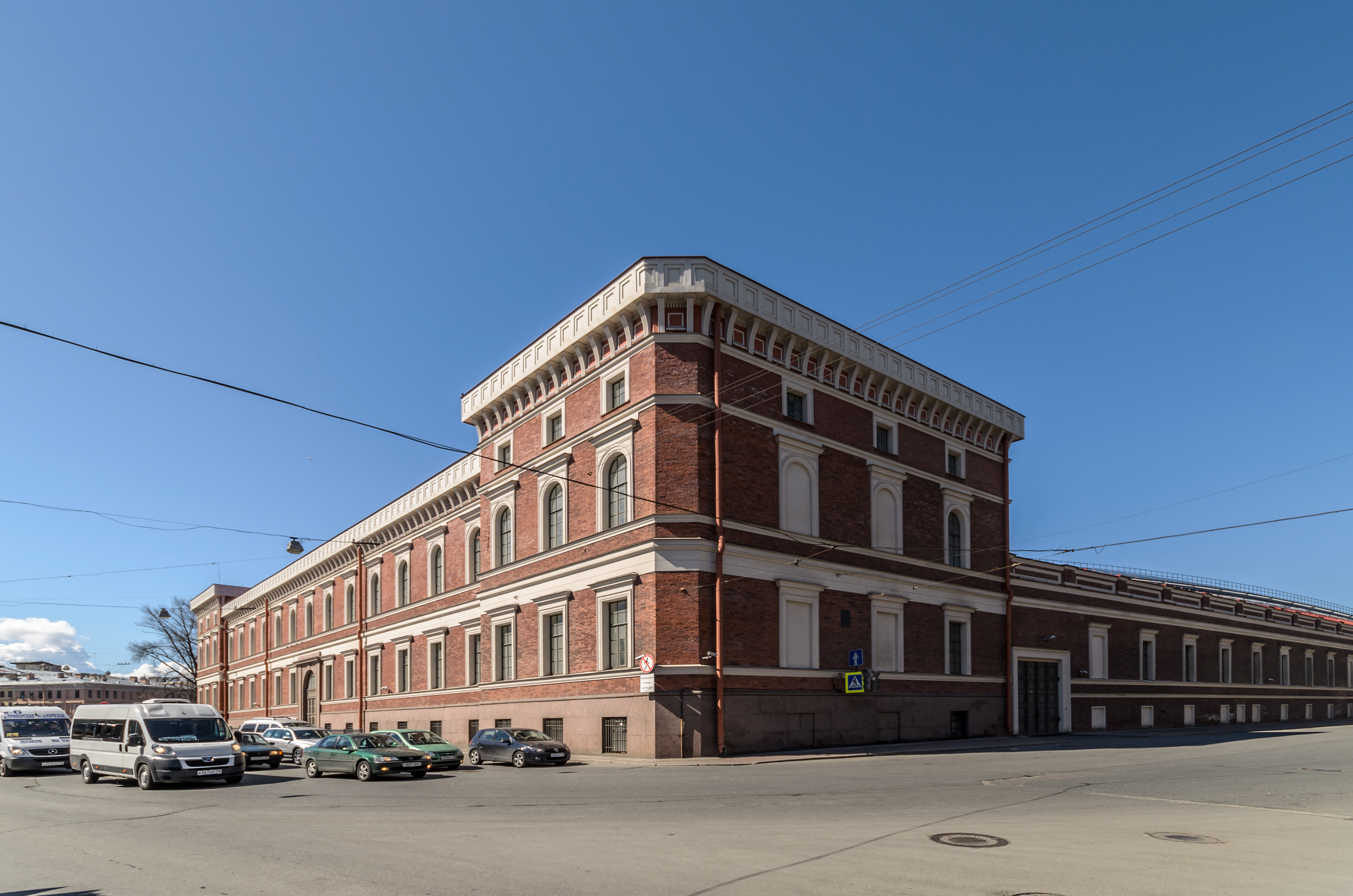
Здание казарм.

Крюковы (Морские) казармы, известные в городе как «Флотский экипаж», расположены по адресам: Большая Морская улица, дом № 69; набережная Крюкова канала, дом № 2; улица Труда, дом № 7.
Комплекс построен в 1844—1852 годах архитектором Иваном Черником. В 1850 году здание по набережной Крюкова канала перестроено архитектором Александром Кудиновым для размещения флотских экипажей.
Просветительские функции здание частично получило в 1860 году, когда в казармах была открыта Матросская библиотека для приобщения к грамоте нижних чинов Российского флота.
Начиная с 2007 года начался переезд в здание бывших казарм Центрального военно-морского музея имени императора Петра Великого, завершившийся в 2012 году. Центральный трёхуровневый зал музея совмещен с дворовым пространством. Чтобы проносить в помещение большие модели парусных кораблей, оборудовали огромные входные проёмы. В ходе реставрации казармы сохранили первоначальный исторический облик фасадов, лестниц и внутренней планировки. Главный вход в музей для посетителей сделан со стороны арки, выходящей на Крюков канал.